# Certeju de Sus
Certeju de Sus è un comune della Romania di 3 327 abitanti, ubicato nel distretto di Hunedoara, nella regione storica della Transilvania.
Il comune è formato dall'unione di 9 villaggi: Bocșa Mare, Bocșa Mică, Certeju de Sus, Hondol, Măgura-Toplița, Nojag, Săcărâmb, Toplița Mureșului, Vărmaga.

## Miniera
Si trovano in questo comune le miniere del Certej, dalle quali si estraevano oro e argento già nel XVIII secolo. 
Legata a queste miniere è la tragedia del 30 ottobre 1971 che comportò 89 morti e 76 feriti. Il cedimento delle pareti di un invaso che conteneva cianuro (utilizzato per estrarre l'oro) portò alla completa distruzione di diverse abitazioni poste a valle, sorprendendo gli abitanti nel sonno del cuore della notte. Alla distruzione portata dall'impeto dell'ondata di 300.000 metri cubi di fango, si sommò l'elevata tossicità dovuta al cianuro contenuto nell'invaso. Da allora furono modificate le tecniche estrattive. La commissione di inchiesta dell'epoca non individuò i responsabili, né in 40 anni si è mai proceduto a bonificare i terreni sommersi dai fanghi inquinanti